# Casa della Farnesina
La Casa della Farnesina è una costruzione signorile antica di Roma, collocata in Trastevere, in parte sotto i giardini di villa Farnesina (dalla quale prende il nome). La casa ha una complessa planimetria e straordinarie pitture parietali.

## Storia
La Casa fu rinvenuta casualmente durante gli scavi per la costruzione degli argini del Tevere, nel 1880. Finora è stato possibile scavare solo una metà posta sotto i giardini, mentre è sconosciuta la parte sotto le costruzioni di via della Lungara.
Tra le ipotesi sui proprietari di questa "villa" urbana c'è quella che fosse stata costruita per le nozze tra Giulia maggiore e Marco Vipsanio Agrippa.

## Descrizione
L'edificio è orientato sull'asse nordest-sudovest lungo il fiume ed aveva il suo asse centrato su una grandiosa esedra, rivolta al fiume in un'interessante combinazione prospettica. Questa struttura era sorretta da tre muri concentrici, con un prospetto esterno a speroni che proseguiva anche oltre un porticato rivolto al fiume sugli avancorpi laterali (o almeno su quello destro, quello scavato). Il lato verso Trastevere era invece percorso da un lungo criptoportico con volte su pilastri. Oltre esso, sulla strada, si trovava una lunga fila di ambienti con cellette per botteghe e magazzini.
La parte centrale della casa presentava una piccola corte, dove si aprivano due cubicoli e un oecus. Sull'esedra si apriva un altro cubicolo estivo. Il resto dell'avancorpo sinistro era occupato da sale di minor pregio e da alcune corti scoperte.

## Profilo architettonico
La villa può essere confrontata con la villa dei Misteri di Pompei o con gli Horti Luculliani a Roma, dove si ritrova il gusto scenografico di matrice ellenistica, specialmente nei prospetti rivolti verso il mare o una valle (in questo caso un fiume): anche in questi casi il centro è occupato da esedre bordate da loggiati. Tali strutture si trovano infine anche in numerosissime rappresentazioni dipinte nei "quadretti di paesaggio" di Pompei.

## Pitture
Le pitture e gli stucchi della casa sono state staccate nel corso degli scavi e si trovano oggi nel Museo Nazionale Romano, sezione di Palazzo Massimo. Rappresentano uno dei principali esempi di decorazione degli ambienti nel cosiddetto "terzo stile pompeiano".

### La sala nera
Tra le stanze della casa c'è una grande sala decorata con pitture a sfondo nero, in campi divisi da esili colonnine dipinte. In basso uno zoccolo è ornato con motivi a meandro. Particolarmente interessante è il fregio con scene egiziane, incentrate probabilmente sul tema del saggio giudice, che sembrano illustrare un testo letterario che non ci è noto, forse un popolare romanzo alessandrino. In generale le scene sono composte da una prima parte, dove si vede l'insorgere della controversia, e una seconda dove si vede il giudizio vero e proprio.
Il fondo monocromatico e la funzione puramente decorativa dell'esile intelaiatura architettonica colloca queste pitture nel cosiddetto "terzo stile pompeiano", anti-barocco, con le pareti concepite unitariamente invece che come pretesto per i giochi prospettici. La stesura poi "a macchie", molto ricercata, ha i suoi modelli nell'ambiente egiziano del I secolo a.C.

### Il cubicolo "B"
Il cosiddetto cubicolo "B" ha una parete di fondo con pitture ben conservate. Una firma sulla parete reca il nome di uno dei pittori dell'atelier che realizzarono la decorazione, Seleukos, nome di origine siriaca. La parete è tripartita verticalmente, secondo uno schema consueto, ma non ha alcune prospettiva illusionistica tipica del secondo stile. La parte centrale presenta infatti un'edicola dipinta con un quadro, che non allude a un paesaggio retrostante. In basso è dipinto uno zoccolo e i pannelli sono a sfondo rosso; in alto la parte centrale è decorata da timpano, mentre quelle laterali sporgono con due corpi dove si aprono nicchie e edicolette. In alto al centro presenta uno sfondo scuro sul quale si stagliano esili vittorie alate e un colonnato prospettico appena accennato.
La scena nel quadro centrale è un episodio dell'infanzia di Dioniso, tratto da un originale greco del IV secolo a.C., mentre due quadretti laterali, sorretto da genietti femminili alati, hanno sfondo bianco e scene di gineceo disegnate in uno stile arcaizzante, ripreso da originali del V secolo a.C. Colpisce l'elemento eclettico delle decorazioni: grandi superfici di colore e intelaiatura architettonica esile tipica del terzo stile, decorazioni accessorie neoattiche (genietti, vittorie, acroterii, racemi...) e quadri classici riprodotti in grande dimensione. L'aura classicista delle pitture ha fatto datare le pitture al 30-20 a.C.

### Le pitture di giardino
Dalla casa della Farnesina provengono anche due frammenti di pitture di giardino, di poco posteriori all'esempio più antico noto a Roma di questo genere, gli affreschi del ninfeo sotterraneo della villa di Livia (40-20 a.C.). Si tratta di due fontane marmoree a forma di vaso, poste su un letto verde e circondate da rientranze di una staccionata di canne.

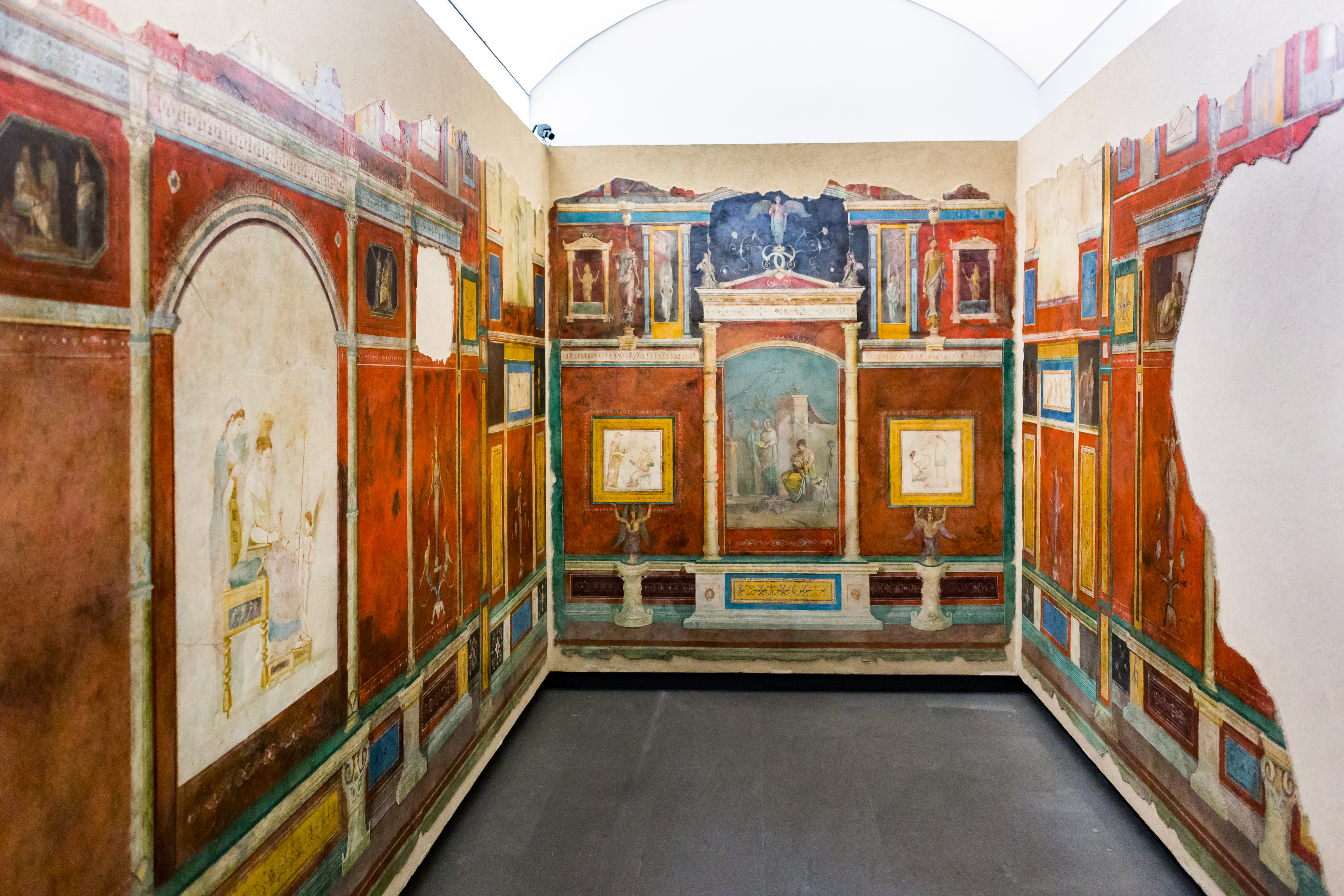
Veduta d'insieme del cubicolo "B"
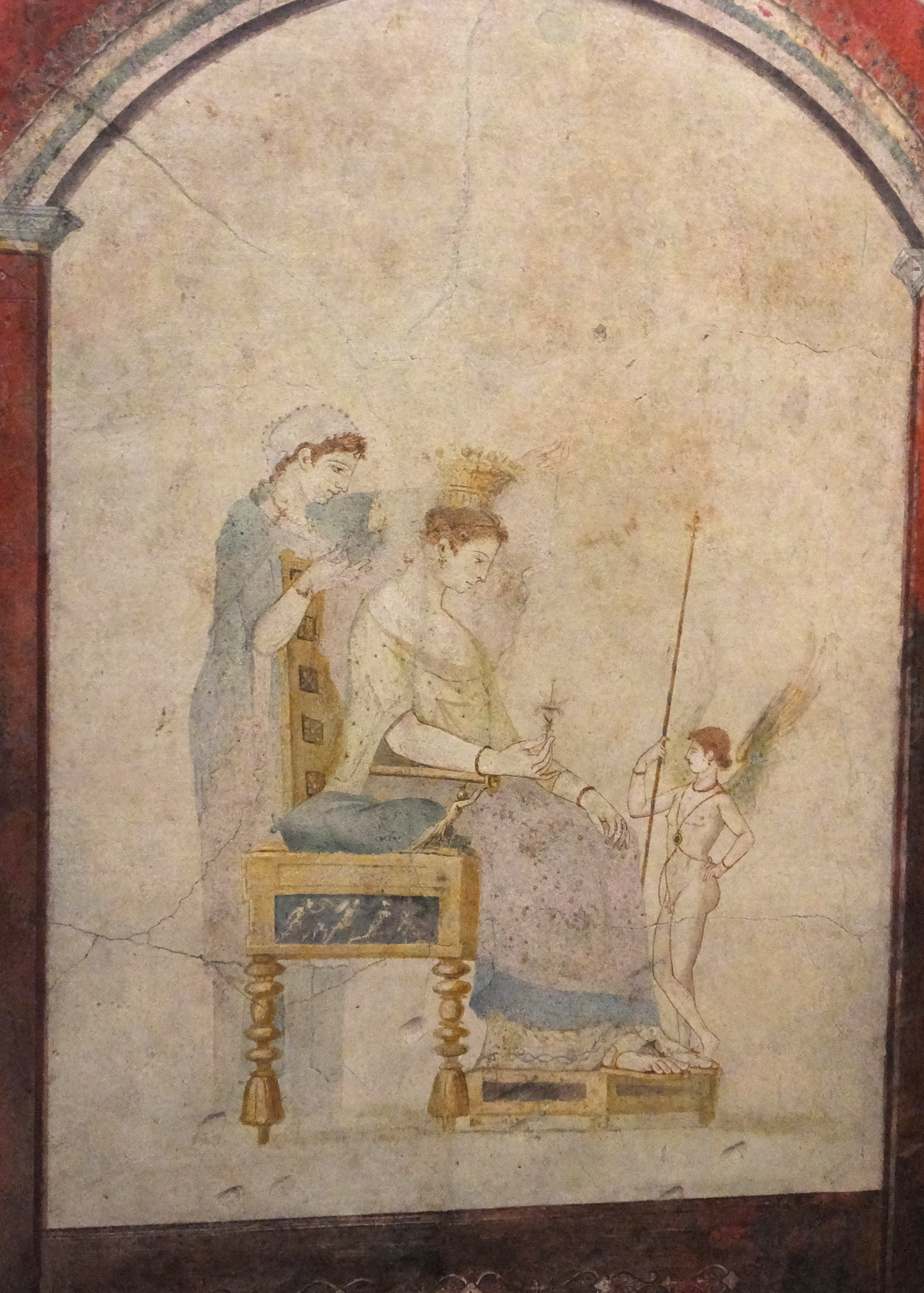
cubicolo "B", Venere in Trono
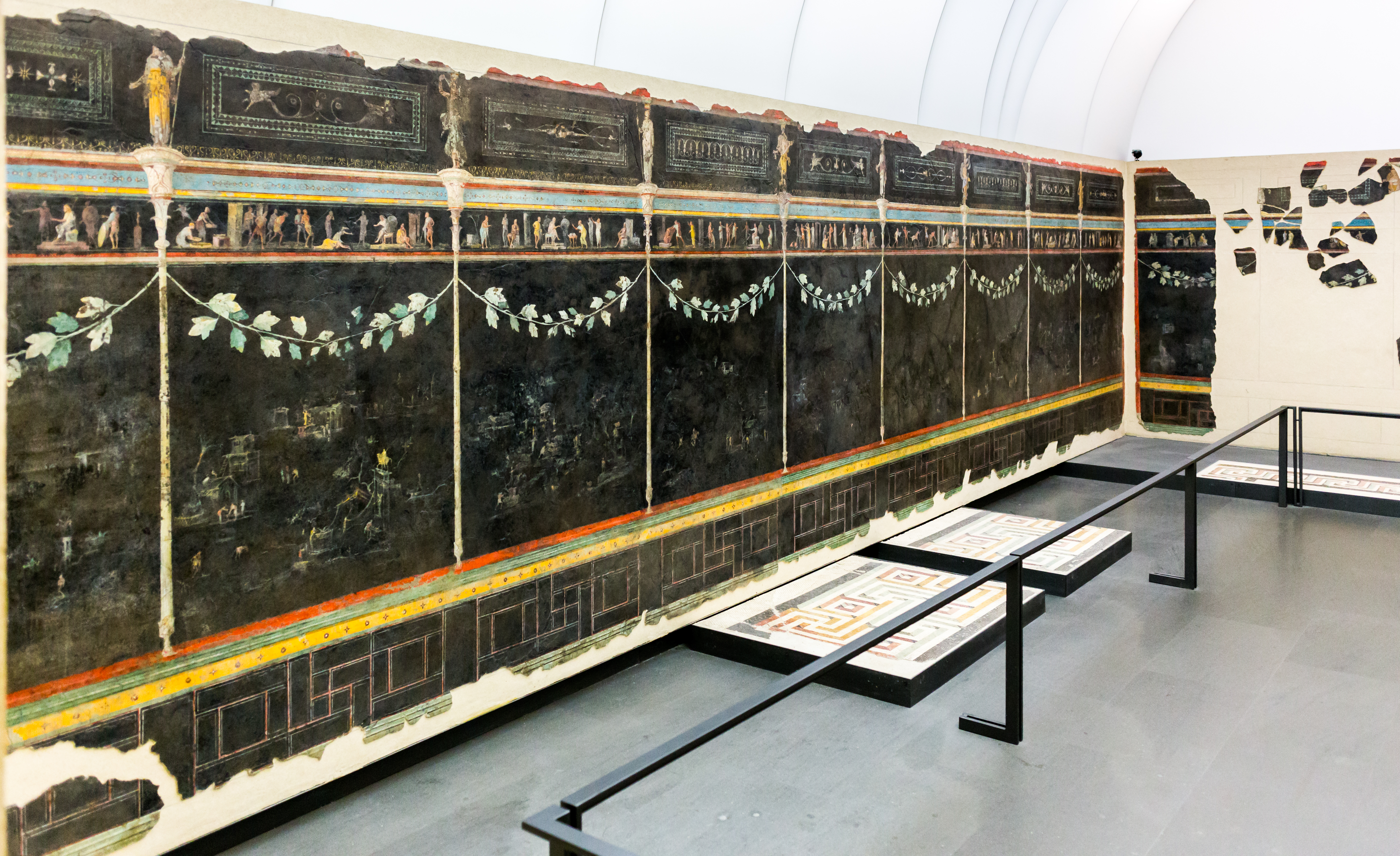
Triclinio o "Sala nera"
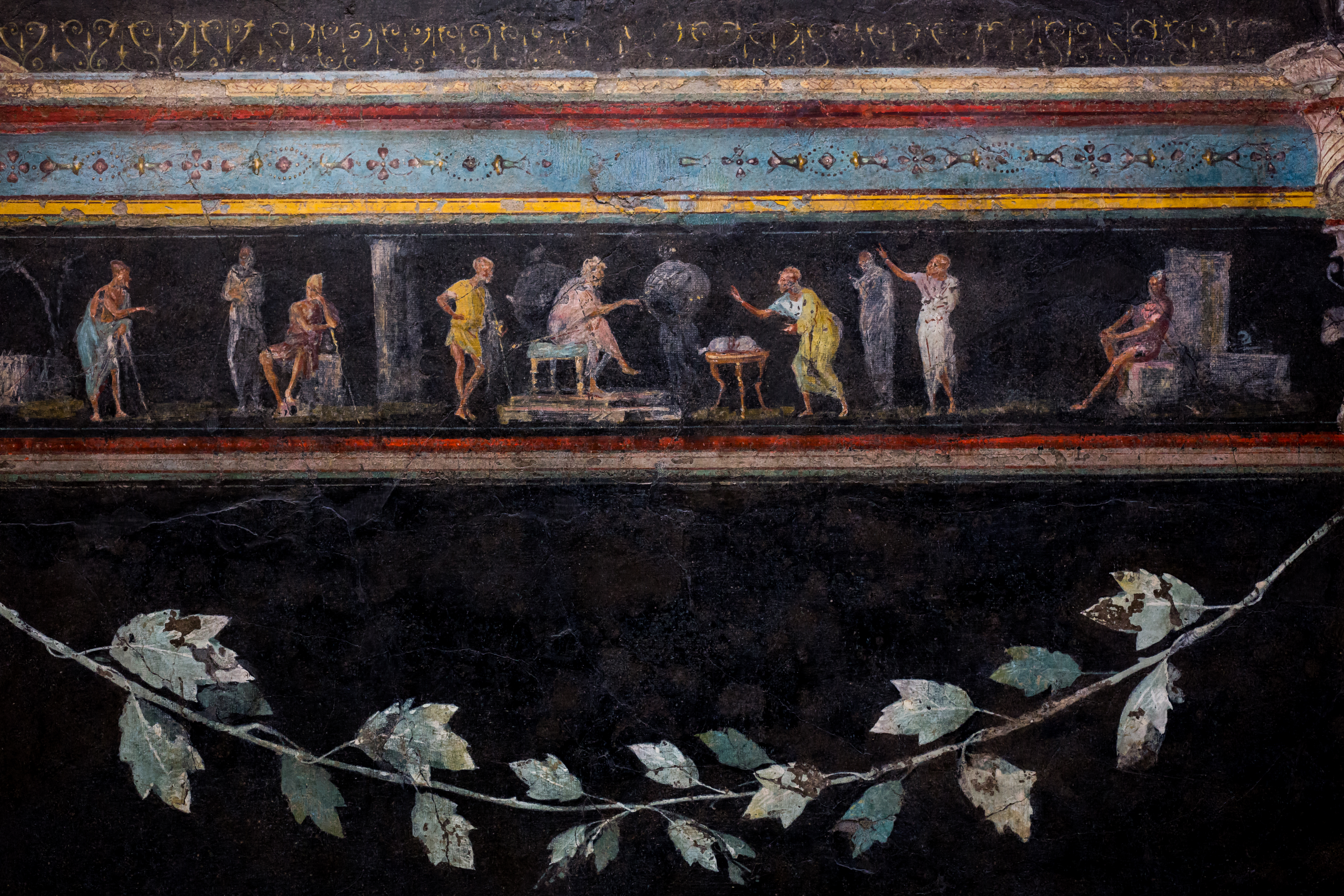
Triclinio o "Sala nera", dettaglio
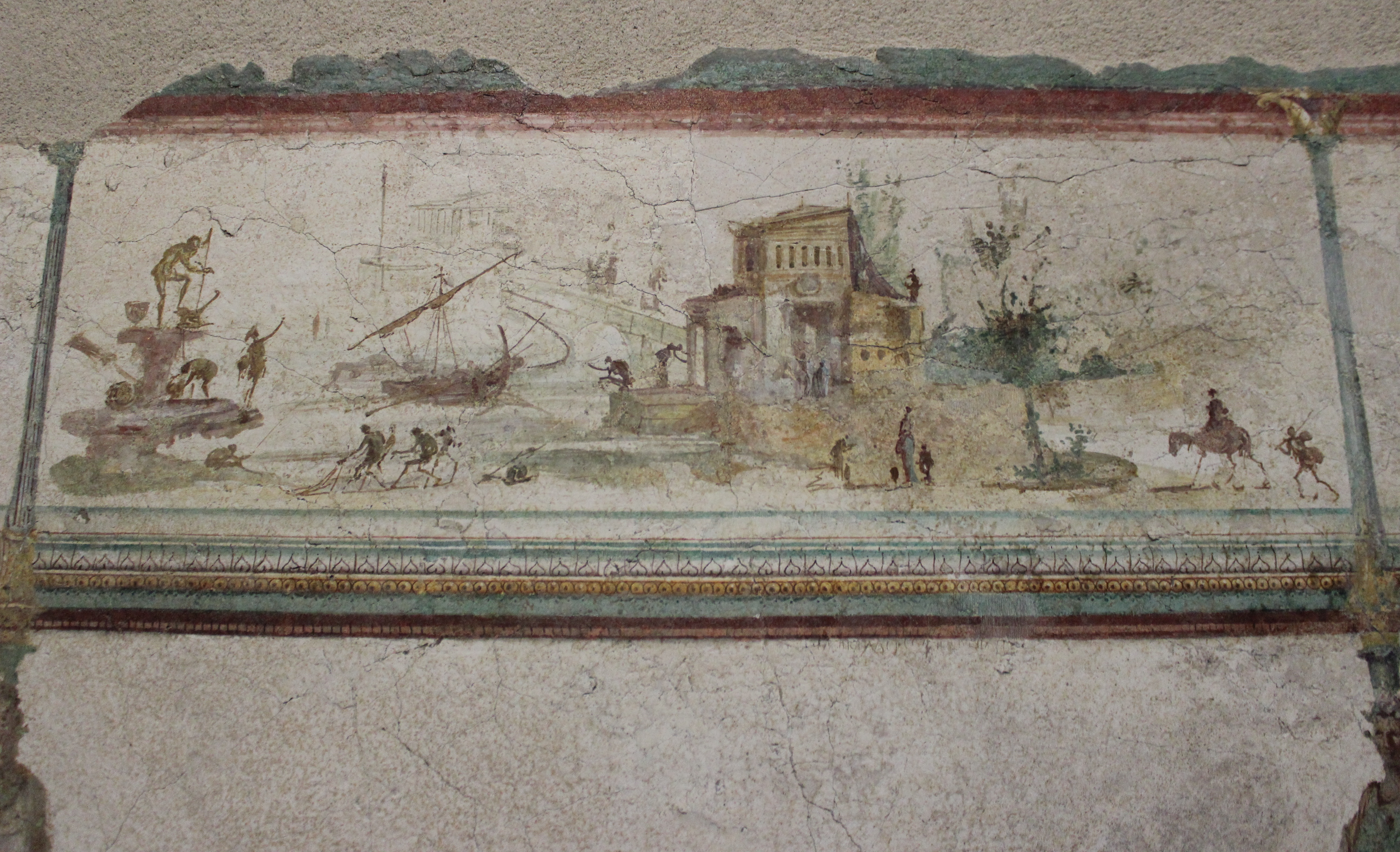
affreschi dal corridoio
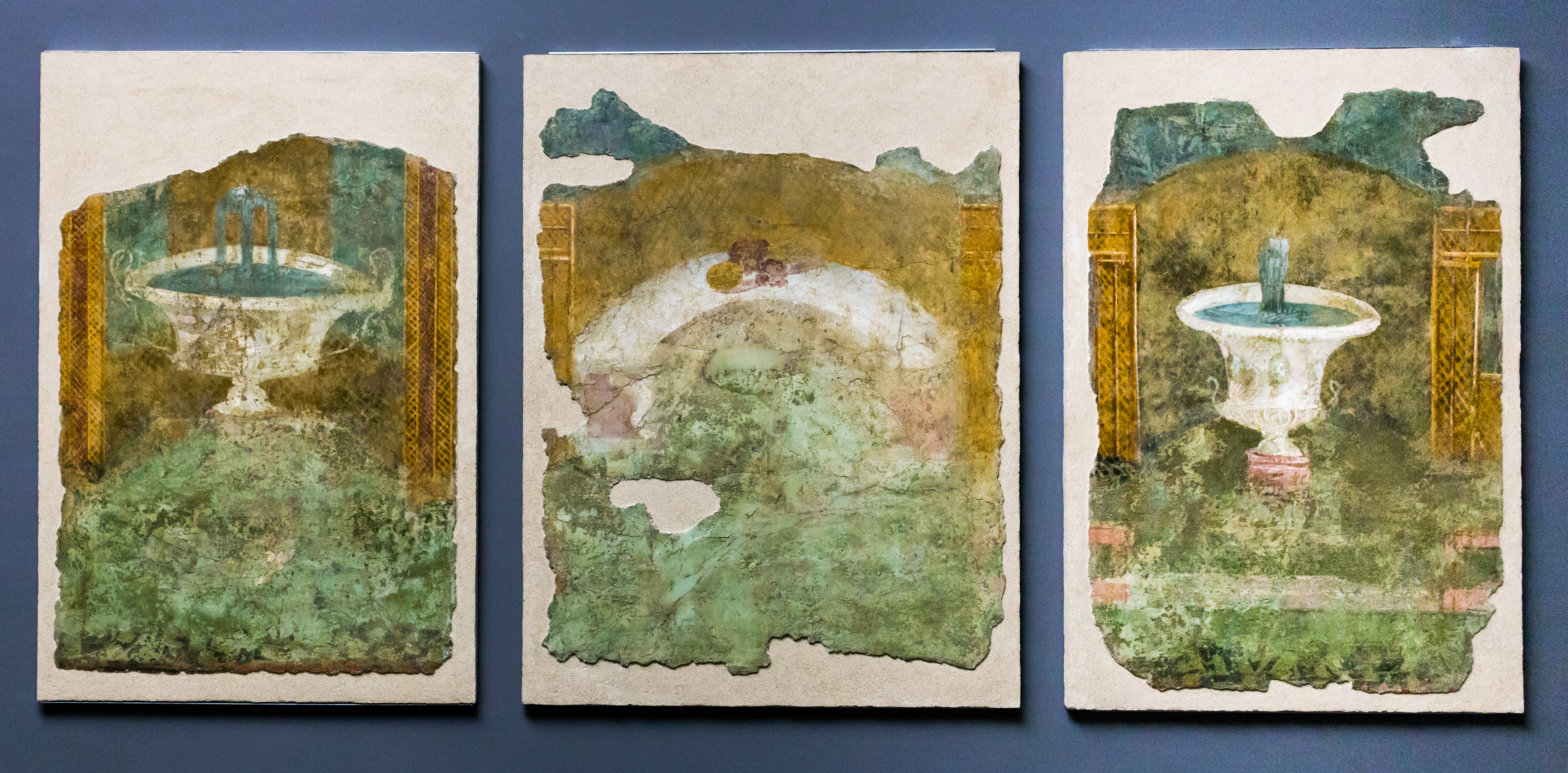
Pitture del "Viridarium"
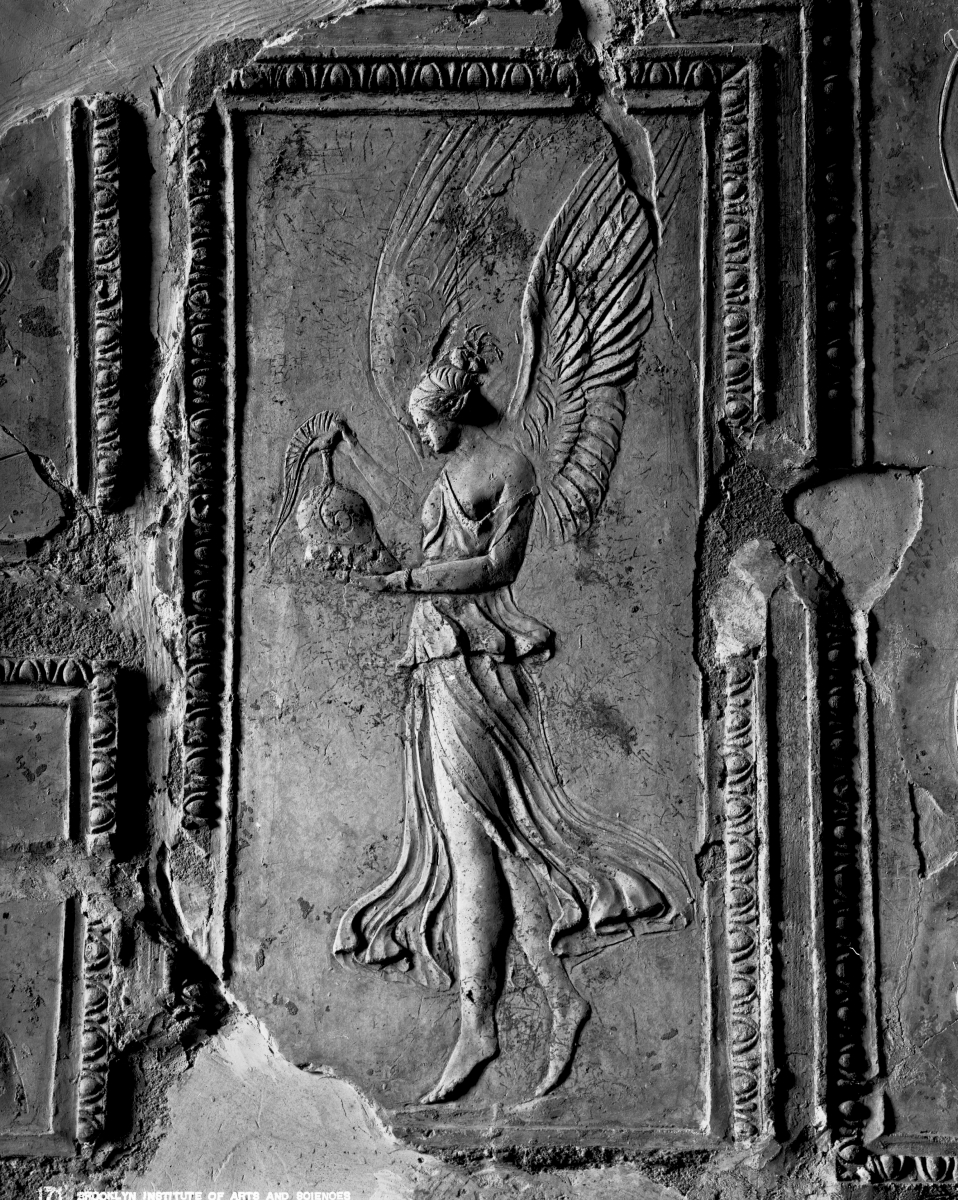
Dettaglio degli stucchi

## Stucchi
.

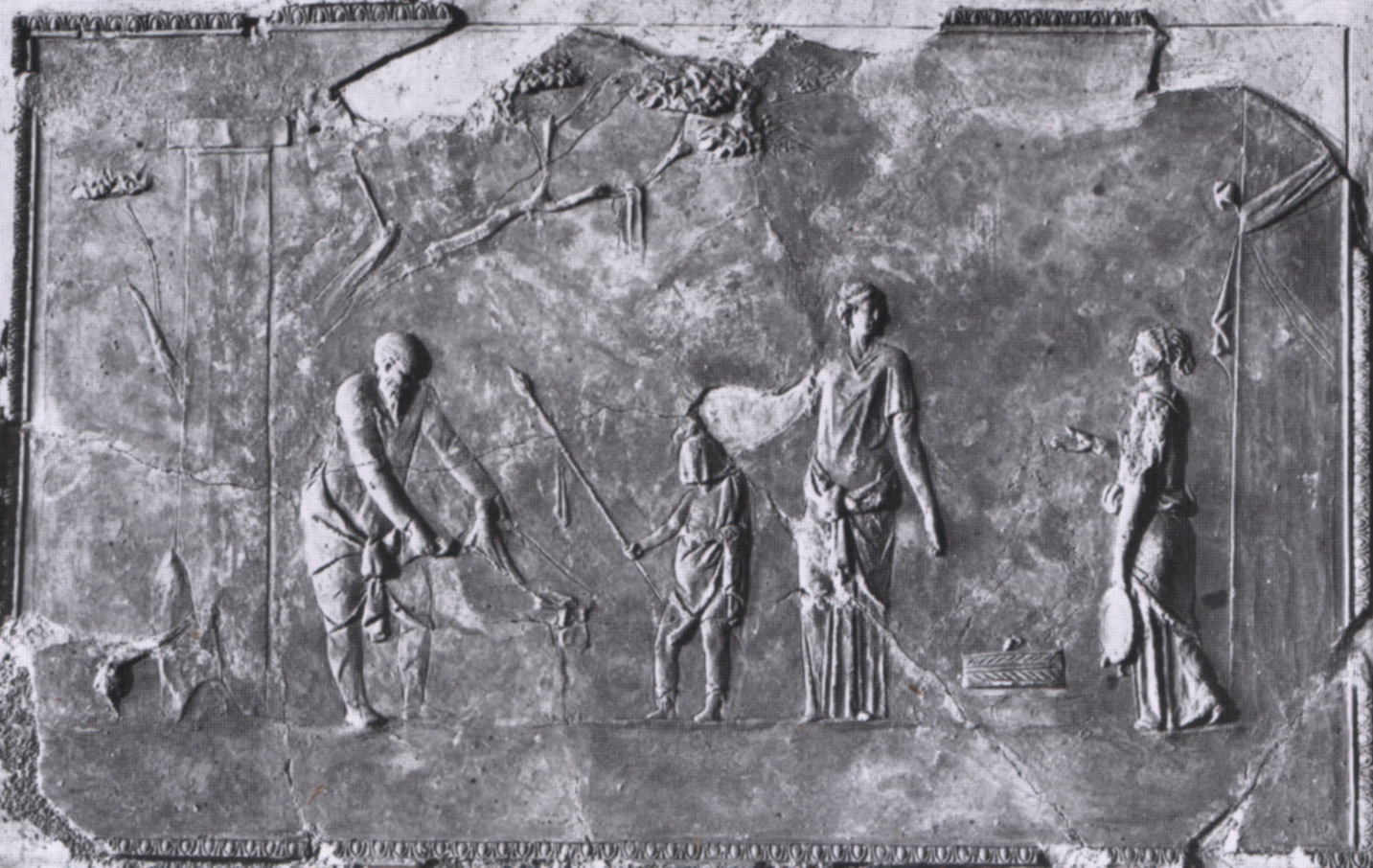
Stucco di scena di iniziazione dionisiaca di Cesarione, figlio di Giulio Cesare e Cleopatra

I cubicoli "B", "D" ed "E" erano coperti da volte a botte coperte da stucchi, oggi pure staccati e conservati al Museo delle Terme. La decorazione è organizzata in zone piccole e grandi di forma quadrata, rettangolare e a meandri, coi bordi composti da leggeri kymatia. I riquadri minori presentano motivi di carattere arcaicista o grottesco (Vittorie, amorini, grifi, Arimaspi, candelabri, girali). I riquadri maggiori sono invece decorati da paesaggi idilliaci (cubicoli "B", "D" e angoli dell'"E"), cicli di scene dionisiache (angoli dei cubicoli "B" e "D") e scene del mito di Fetonte (centro del cubicolo "E").
Nel "D" è particolarmente rappresentativo il pannello centrale con la scena di iniziazione dionisica, con un sileno nell'atto di compiere la mystica vannus alla presenza di un fanciullo col capo coperto, l'iniziato, di una donna patrocinante e di un inserviente. Lo sfondo è essenziale, con un platano (albero dionisiaco), un pilastro (a sinistra) e una quinta con tendaggi (a destra). Si assiste in queste scene a tendenze in atto anche in pittura quali l'assottigliamento degli elementi e la rarefazione della composizione. Particolarmente curata è la disposizione simmetrica e la resa dei dettagli nonostante il bassissimo rilievo, che testimonia il livello raggiunto nell'età augustea in questo tipo di decorazione.